# Iwona Parucka
Iwona Parucka, po mężu Dziamska (ur. 17 kwietnia 1963 w Poznaniu) – polska lekkoatletka, płotkarka, specjalizująca się w biegu na 100 metrów przez płotki, medalistka mistrzostw Polski, reprezentantka Polski.

## Kariera sportowa
Była zawodniczką AZS Poznań i Olimpii Poznań.
Na mistrzostwach Polski seniorek na otwartym stadionie wywalczyła jeden medal - brązowy w biegu na 100 m ppł w 1986. 
W 1979 wystąpiła na mistrzostwach Europy juniorów, odpadając w eliminacjach biegu na 100 m ppł, z czasem 14,53. 
Pracuje jako sędzia w Sądzie Okręgowym w Poznaniu.
Rekord życiowy na 100 m ppł: 13,62 (25.05.1986).